# Межфилиальный оборот
Межфилиальный оборот (МФО) — система расчетов между расчётно-кассовыми центрами по операциям коммерческих банков, а также их собственным операциям и операциям Центрального банка.
В советское время, когда существовал один Госбанк, МФО обозначал код филиала Госбанка. Сейчас этот термин используют Украина и Узбекистан для обозначения кода банка.
Расчёты в советской банковской системе осуществлялись по «мемориальным ордерам» — нечто среднее между платежным поручением и платежным требованием. При этом банки работали друг с другом по межфилиальным оборотам, поскольку существовала единая система Госбанка СССР, затем возникла система филиалов специальных банков — Промстройбанка, Жилсоцбанка, Агропромбанка. У каждого из их филиалов имелся соответствующий межфилиальный номер для расчётов по межфилиальным оборотам. До сих пор эта система используется для расчётов между подразделениями Центрального Банка, и отчасти — в операционном управлении Сбербанка.
Аналогами МФО в Германии является BLZ, в США — АВА RTN (Routing number).